# 石月貴史
石月 貴史（いしづき たかし、1967年 - ）は、日本の実業家。auフィナンシャルホールディングス株式会社代表取締役社長、auじぶん銀行株式会社元代表取締役社長、auカブコム証券株式会社元代表取締役社長。

## 人物・経歴
1967年、東京都生まれ。1990年3月、立教大学経済学部卒業。同年4月第二電電（現・KDDI）入社。じぶん銀行 営業推進部長、KDDI新規事業統括本部新規ビジネス推進本部事業開発部部長、KDDIフィナンシャルサービス代表取締役社長を歴任。2020年4月、auフィナンシャルホールディングス専務取締役。2021年4月、auカブコム証券代表取締役社長。
2022年8月、auじぶん銀行株式会社代表取締役社長に就任。
2024年4月、auフィナンシャルホールディングス株式会社代表取締役社長に就任。